# Четири азиатски тигъра
Четирите азиатски тигъра са високо развитите икономики Южна Корея, Сингапур, Хонконг и Република Китай (Тайван).
Те са измежду първите новоиндустриализирани държави (след Япония) в Азия. Характеризират се с изключително висок темп на икономически растеж в периода от 1960-те до 1990-те години. В първото десетилетие на 21 век четирите страни са включвани в категорията на високо развитите икономики. Те вече имат високо образована работна ръка, много ниски нива на раждаемост и високи нива на спестяване и инвестиране.
Хонконг и Сингапур в наши дни се специализират в услугите и се превръщат в световни финансови центрове, а Южна Корея и Тайван са водещи в сферата на информационните технологии. Техният икономически успех служи като модел за подражание на много развиващи се страни, особено тези в Югоизточна Азия.
Според доклад на Световната банка от 1993 г., неолибералните политики са отговорни за процъфтяването на тези икономики, в допълнение към политиките, насочени към износа, ниските данъци и минималните държави на всеобщото благоденствие. Институционалният анализ сочи, че някои държави са прибягвали и до интервенционализъм.